# Josef Seebauer
Josef Seebauer es un deportista alemán que compitió en vela en la clase Flying Dutchman. Ganó una medalla de plata en el Campeonato Europeo de Flying Dutchman de 1997.

## Palmarés internacional
| Campeonato Europeo | Campeonato Europeo | Campeonato Europeo | Campeonato Europeo |
| Año                | Lugar              | Medalla            | Clase              |
| ------------------ | ------------------ | ------------------ | ------------------ |
| 1997               | Mar Menor (España) | Medalla de plata   | Flying Dutchman    |